# Риад, Чади
Чади Риад Днану (исп. Chadi Riad Dnanou; 17 июня 2003, Пальма, Испания) — испанский и марокканский футболист, защитник английского клуба «Кристал Пэлас» и сборной Марокко.

## Клубная карьера
8 ноября 2022 года Риад дебютировал за основную команду «Барселоны» в матче Чемпионата Испании против «Осасуны».
28 июля 2023 года Риад дебютировал за «Реал Бетис» в товарищеском матче против английского клуба «Бернли». 16 сентября 2023 года в матче против «Барселоны» Чади впервые сыграл за «Реал Бетис» в чемпионате Испании.

## Достижения
«Барселона»
- Чемпион Испании: 2022/23